# Karlsruher Sport-Club Mühlburg-Phönix 2006-2007
Questa voce raccoglie le informazioni riguardanti il Karlsruher Sport-Club Mühlburg-Phönix nelle competizioni ufficiali della stagione 2006-2007.

## Stagione
Nella stagione 2006-2007 il Karlsruhe, allenato da Edmund Becker, concluse il campionato di 2. Bundesliga al 1º posto e fu promosso in Bundesliga. In Coppa di Germania il Karlsruhe fu eliminato al secondo turno dal Bochum.

## Rosa
| N. |                       | Ruolo | Calciatore           |
| -- | --------------------- | ----- | -------------------- |
| 1  | Germania (bandiera)   | P     | Markus Miller        |
| 3  | Germania (bandiera)   | D     | Maik Franz           |
| 4  | Ghana (bandiera)      | C     | Godfried Aduobe      |
| 5  | Svizzera (bandiera)   | D     | Mario Eggimann       |
| 6  | Sudafrica (bandiera)  | C     | Bradley Carnell      |
| 7  | Italia (bandiera)     | C     | Giovanni Federico    |
| 9  | Albania (bandiera)    | A     | Edmond Kapllani      |
| 10 | Germania (bandiera)   | C     | Massimilian Porcello |
| 11 | Montenegro (bandiera) | A     | Sanibal Orahovac     |
| 12 | Germania (bandiera)   | C     | Jan Männer           |
| 13 | Germania (bandiera)   | C     | Michael Mutzel       |

| N. |                      | Ruolo | Calciatore              |
| -- | -------------------- | ----- | ----------------------- |
| 14 | Francia (bandiera)   | P     | Jean-François Kornetzky |
| 15 | Rep. Ceca (bandiera) | A     | Jiří Kaufman            |
| 16 | Germania (bandiera)  | D     | Martin Stoll            |
| 17 | Germania (bandiera)  | C     | Timo Staffeldt          |
| 18 | Germania (bandiera)  | A     | Sebastian Freis         |
| 19 | Germania (bandiera)  | C     | Marco Manske            |
| 20 | Germania (bandiera)  | D     | Benjamin Barg           |
| 21 | Germania (bandiera)  | D     | Christian Eichner       |
| 22 | Germania (bandiera)  | D     | Thomas Kies             |
| 23 | Germania (bandiera)  | D     | Florian Dick            |
| 25 | Germania (bandiera)  | C     | Sascha Traut            |

## Organigramma societario
Area tecnica
- Allenatore: Edmund Becker
- Allenatore in seconda:
- Preparatore dei portieri: Peter Gadinger
- Preparatori atletici:

## Calciomercato

### Sessione estiva
| Acquisti | Acquisti             | Acquisti          | Acquisti |
| R.       | Nome                 | da                | Modalità |
| -------- | -------------------- | ----------------- | -------- |
| D        | Maik Franz           | Wolfsburg         |          |
| A        | Sanibal Orahovac     | Penafiel B        |          |
| C        | Massimilian Porcello | Arminia Bielefeld |          |

| Cessioni | Cessioni           | Cessioni          | Cessioni |
| R.       | Nome               | da                | Modalità |
| -------- | ------------------ | ----------------- | -------- |
| A        | Sean Dundee        | Kickers Offenbach |          |
| C        | Christian Hassa    | Eintracht Treviri |          |
| D        | Marcus Mann        | Darmstadt         |          |
| D        | Carsten Rothenbach | St. Pauli         |          |
| C        | Danny Schwarz      | Monaco 1860       |          |

### Sessione invernale
| Acquisti | Acquisti | Acquisti | Acquisti |
| R.       | Nome     | da       | Modalità |
| -------- | -------- | -------- | -------- |

| Cessioni | Cessioni | Cessioni | Cessioni |
| R.       | Nome     | da       | Modalità |
| -------- | -------- | -------- | -------- |

## Risultati

### 2. Bundesliga

#### Girone di andata
| Arbitro: | Drees |

|  |           |                                                 |
|  | Marcatori | 23’ Freis 60’ Carnell 71’ Kapllani 84’ Federico |

| Arbitro: | Gagelmann |

|                          |           |  |
| Federico 41’, 75’ (rig.) | Marcatori |  |

| Arbitro: | Fischer |

|  |           |              |
|  | Marcatori | 45’ Federico |

| Arbitro: | Kinhöfer |

|                                     |           |                                   |
| Eggimann 29’ Kapllani 63’ Freis 68’ | Marcatori | 12’ Lavrič 70’ Schlicke 90’ Kurth |

| Arbitro: | Anklam |

|                                |           |                       |
| Rische 58’ (rig.) Kastrati 73’ | Marcatori | 48’ Carnell 83’ Franz |

| Arbitro: | Welz |

|                                    |           |                                |
| Franz 5’ Federico 15’ Porcello 59’ | Marcatori | 45’ (rig.) Hdiouad 50’ Lawarée |

| Arbitro: | Wagner |

|               |           |              |
| Lagerblom 83’ | Marcatori | 77’ Kapllani |

| Arbitro: | Kuhl |

|                                         |           |                     |
| Freis 11’, 15’ Kapllani 45’ Carnell 51’ | Marcatori | 54’ (rig.) Fröhlich |

| Arbitro: | Schriever |

|          |           |                   |
| Löbe 33’ | Marcatori | 39’, 90’ Porcello |

| Arbitro: | Seemann |

|                                |           |  |
| Federico 16’, 59’ Kapllani 89’ | Marcatori |  |

| Arbitro: | Rafati |

|                                           |           |           |
| Kapllani 46’, 84’ Federico 53’ Mutzel 54’ | Marcatori | 68’ Adler |

| Arbitro: | Gräfe |

|           |           |              |
| Şahin 47’ | Marcatori | 21’ Eggimann |

| Arbitro: | Kinhöfer |

|                                                |           |                                             |
| Kapllani 6’ Porcello 16’ Carnell 28’ Freis 63’ | Marcatori | 54’, 78’ Shapourzadeh 81’ Rahn 87’ Ćetković |

| Arbitro: | Fischer |

|  |           |              |
|  | Marcatori | 29’ Federico |

| Arbitro: | Schalk |

|  |           |             |
|  | Marcatori | 47’ Siradze |

| Arbitro: | Kircher |

|  |           |                                                          |
|  | Marcatori | 31’ Kapllani 64’ Staffeldt 72’ Federico 89’ (aut.) Sanou |

| Arbitro: | Kempter |

|                            |           |  |
| Lanig 17’ (aut.) Freis 51’ | Marcatori |  |

#### Girone di ritorno
| Arbitro: | Fandel |

|                           |           |               |
| Federico 61’ Porcello 63’ | Marcatori | 83’ Burkhardt |

| Arbitro: | Stark |

|                   |           |              |
| Bellinghausen 66’ | Marcatori | 22’ Federico |

| Arbitro: | Lupp |

|                                  |           |            |
| Kapllani 63’ Federico 90’ (rig.) | Marcatori | 40’ Türker |

| Arbitro: | Kinhöfer |

|                              |           |              |
| Daun 43’ Mokhtari 65’ (rig.) | Marcatori | 37’ Kapllani |

| Arbitro: | Wagner |

|                         |           |  |
| Carnell 39’ Kaufman 51’ | Marcatori |  |

| Arbitro: | Weiner |

|                                  |           |              |
| Strauß 21’ Teinert 33’ Mölzl 75’ | Marcatori | 66’ Kapllani |

| Arbitro: | Meyer |

|                        |           |               |
| Freis 13’ Kapllani 65’ | Marcatori | 21’ Novakovič |

| Arbitro: | Brych |

|                |           |                                      |
| Zimmermann 23’ | Marcatori | 3’ Federico 42’ Kapllani 65’ Carnell |

| Arbitro: | Aytekin |

|                     |           |                                         |
| Federico 75’ (rig.) | Marcatori | 43’ Okoronkwo 64’ Lorenzón 89’ Boskovic |

| Arbitro: | Drees |

|                        |           |                       |
| Krupniković 82’ (rig.) | Marcatori | 23’ Mutzel 80’ Männer |

| Arbitro: | Fandel |

|                          |           |  |
| Göktan 56’ Berhalter 70’ | Marcatori |  |

| Arbitro: | Welz |

|                                       |           |            |
| Kapllani 5’ Porcello 68’ Federico 90’ | Marcatori | 15’ Langen |

| Arbitro: | Meyer |

|           |           |                           |
| Yelen 61’ | Marcatori | 31’ Kapllani 66’ Eggimann |

| Arbitro: | Schriever |

|              |           |  |
| Kapllani 67’ | Marcatori |  |

| Arbitro: | Seemann |

|                   |           |                  |
| Rangelov 23’, 40’ | Marcatori | 75’, 88’ Kaufman |

| Arbitro: | Drees |

|  |           |                                            |
|  | Marcatori | 27’ Matmour 79’ (rig.) Iashvili 88’ Hansen |

| Arbitro: | Gräfe |

|             |           |                        |
| Cidimar 80’ | Marcatori | 64’, 66’, 89’ Federico |

### Coppa di Germania
| Arbitro: | Schempershauwe |

|                |           |                                       |
| Fuß 86’ (rig.) | Marcatori | 29’ Carnell 45’ Kapllani 65’ Eggimann |

| Arbitro: | Wack |

|                                          |           |                   |
| Gkekas 26’ Butscher 29’ Franz 87’ (aut.) | Marcatori | 44’, 62’ Porcello |

## Statistiche

### Statistiche di squadra
| Competizione      | Punti | In casa | In casa | In casa | In casa | In casa | In casa | In trasferta | In trasferta | In trasferta | In trasferta | In trasferta | In trasferta | Totale | Totale | Totale | Totale | Totale | Totale | DR  |
| Competizione      | Punti | G       | V       | N       | P       | Gf      | Gs      | G            | V            | N            | P            | Gf           | Gs           | G      | V      | N      | P      | Gf     | Gs     | DR  |
| ----------------- | ----- | ------- | ------- | ------- | ------- | ------- | ------- | ------------ | ------------ | ------------ | ------------ | ------------ | ------------ | ------ | ------ | ------ | ------ | ------ | ------ | --- |
| 2. Bundesliga     | 70    | 17      | 12      | 2       | 3       | 38      | 22      | 17           | 9            | 5            | 3            | 31           | 19           | 34     | 21     | 7      | 6      | 69     | 41     | +28 |
| Coppa di Germania | -     | 0       | 0       | 0       | 0       | 0       | 0       | 2            | 1            | 0            | 1            | 5            | 4            | 2      | 1      | 0      | 1      | 5      | 4      | +1  |
| Totale            | 70    | 17      | 12      | 2       | 3       | 38      | 22      | 19           | 10           | 5            | 4            | 36           | 23           | 36     | 22     | 7      | 7      | 74     | 45     | +29 |

### Andamento in campionato
| Giornata  | 1 | 2 | 3 | 4 | 5 | 6 | 7 | 8 | 9 | 10 | 11 | 12 | 13 | 14 | 15 | 16 | 17 | 18 | 19 | 20 | 21 | 22 | 23 | 24 | 25 | 26 | 27 | 28 | 29 | 30 | 31 | 32 | 33 | 34 |
| --------- | - | - | - | - | - | - | - | - | - | -- | -- | -- | -- | -- | -- | -- | -- | -- | -- | -- | -- | -- | -- | -- | -- | -- | -- | -- | -- | -- | -- | -- | -- | -- |
| Luogo     | T | C | T | C | T | C | T | C | T | C  | C  | T  | C  | T  | C  | T  | C  | C  | T  | C  | T  | C  | T  | C  | T  | C  | T  | T  | C  | T  | C  | T  | C  | T  |
| Risultato | V | V | V | N | N | V | N | V | V | V  | V  | N  | N  | V  | P  | V  | V  | V  | N  | V  | P  | V  | P  | V  | V  | P  | V  | P  | V  | V  | V  | N  | P  | V  |
| Posizione | 1 | 2 | 1 | 1 | 2 | 1 | 2 | 2 | 1 | 1  | 1  | 1  | 1  | 1  | 2  | 2  | 1  | 1  | 1  | 1  | 1  | 1  | 1  | 1  | 1  | 1  | 1  | 1  | 1  | 1  | 1  | 1  | 1  | 1  |

Legenda:

Luogo: C = Casa; T = Trasferta. Risultato: V = Vittoria; N = Pareggio; P = Sconfitta.

### Statistiche dei giocatori
!! colspan="4" | Totale

| Giocatore    | 2. Bundesliga | 2. Bundesliga | 2. Bundesliga | 2. Bundesliga | Coppa di Germania G. Aduobe | Coppa di Germania G. Aduobe | Coppa di Germania G. Aduobe | Coppa di Germania G. Aduobe | 30       | 0    | 7           | 0          | 1 | 0 | 0 | 0 | 31 | 0 | 7 | 0 |
| Giocatore    | Presenze      | Reti          | Ammonizioni   | Espulsioni    | Presenze                    | Reti                        | Ammonizioni                 | Espulsioni                  | Presenze | Reti | Ammonizioni | Espulsioni |   |   |   |   |    |   |   |   |
| B. Barg      | 0             | 0             | 0             | 0             | 0                           | 0                           | 0                           | 0                           | 0        | 0    | 0           | 0          |   |   |   |   |    |   |   |   |
| B. Carnell   | 29            | 6             | 10            | 0             | 2                           | 1                           | 0                           | 0                           | 31       | 7    | 10          | 0          |   |   |   |   |    |   |   |   |
| F. Dick      | 18            | 0             | 2             | 0             | 2                           | 0                           | 0                           | 0                           | 20       | 0    | 2           | 0          |   |   |   |   |    |   |   |   |
| M. Eggimann  | 32            | 3             | 7             | 0             | 1                           | 1                           | 0                           | 0                           | 33       | 4    | 7           | 0          |   |   |   |   |    |   |   |   |
| C. Eichner   | 30            | 0             | 5             | 0             | 2                           | 0                           | 0                           | 0                           | 32       | 0    | 5           | 0          |   |   |   |   |    |   |   |   |
| G. Federico  | 34            | 19            | 3             | 0             | 2                           | 0                           | 0                           | 0                           | 36       | 19   | 3           | 0          |   |   |   |   |    |   |   |   |
| M. Franz     | 31            | 2             | 13            | 0             | 2                           | 0                           | 0                           | 0                           | 33       | 2    | 13          | 0          |   |   |   |   |    |   |   |   |
| S. Freis     | 29            | 7             | 1             | 0             | 2                           | 0                           | 0                           | 0                           | 31       | 7    | 1           | 0          |   |   |   |   |    |   |   |   |
| E. Kapllani  | 30            | 17            | 2             | 1             | 1                           | 1                           | 0                           | 0                           | 31       | 18   | 2           | 1          |   |   |   |   |    |   |   |   |
| J. Kaufman   | 15            | 3             | 0             | 0             | 0                           | 0                           | 0                           | 0                           | 15       | 3    | 0           | 0          |   |   |   |   |    |   |   |   |
| T. Kies      | 18            | 0             | 1             | 1             | 2                           | 0                           | 0                           | 0                           | 20       | 0    | 1           | 1          |   |   |   |   |    |   |   |   |
| J. Kornetzky | 4             | 0             | 0             | 0             | 0                           | 0                           | 0                           | 0                           | 4        | 0    | 0           | 0          |   |   |   |   |    |   |   |   |
| M. Manske    | 0             | 0             | 0             | 0             | 0                           | 0                           | 0                           | 0                           | 0        | 0    | 0           | 0          |   |   |   |   |    |   |   |   |
| M. Miller    | 30            | 0             | 2             | 0             | 2                           | 0                           | 0                           | 0                           | 32       | 0    | 2           | 0          |   |   |   |   |    |   |   |   |
| M. Mutzel    | 28            | 2             | 2             | 1             | 2                           | 0                           | 1                           | 0                           | 30       | 2    | 3           | 1          |   |   |   |   |    |   |   |   |
| J. Männer    | 23            | 1             | 0             | 0             | 1                           | 0                           | 0                           | 0                           | 24       | 1    | 0           | 0          |   |   |   |   |    |   |   |   |
| S. Orahovac  | 13            | 0             | 0             | 0             | 1                           | 0                           | 0                           | 0                           | 14       | 0    | 0           | 0          |   |   |   |   |    |   |   |   |
| M. Porcello  | 34            | 6             | 2             | 0             | 2                           | 2                           | 0                           | 0                           | 36       | 8    | 2           | 0          |   |   |   |   |    |   |   |   |
| T. Staffeldt | 24            | 1             | 0             | 0             | 2                           | 0                           | 1                           | 0                           | 26       | 1    | 1           | 0          |   |   |   |   |    |   |   |   |
| M. Stoll     | 10            | 0             | 1             | 0             | 1                           | 0                           | 0                           | 0                           | 11       | 0    | 1           | 0          |   |   |   |   |    |   |   |   |
| S. Traut     | 0             | 0             | 0             | 0             | 0                           | 0                           | 0                           | 0                           | 0        | 0    | 0           | 0          |   |   |   |   |    |   |   |   |